# クレメンス8世 (対立教皇)

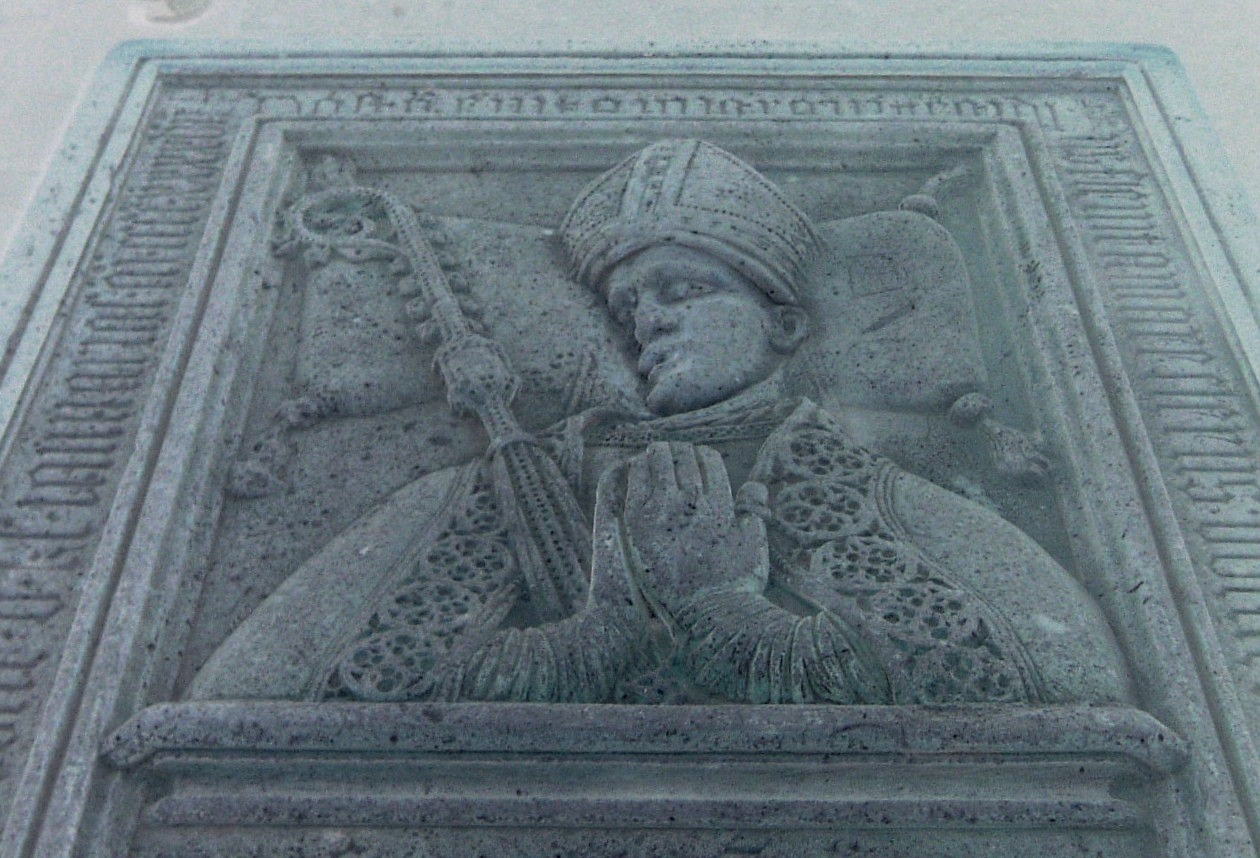
パルマ・デ・マヨルカ大聖堂にあるクレメンス8世の墓

クレメンス8世（Clemens VIII, 1369年? - 1446年12月28日）は、第206代ローマ教皇であるマルティヌス5世の対立教皇である（在位：1423年6月10日 - 1429年7月26日）。本名はジル・サンチェス・ムニョス・イ・カルボン（Gil Sánchez Muñoz i Carbón）。
テルエルで生まれた。1423年に対立教皇だったベネディクトゥス13世が死去すると、3人の枢機卿によってアラゴンのペニスコラで対立教皇として選出され、教会大分裂時代の初代対立教皇であるクレメンス7世にちなんで、クレメンス8世を称した。しかし内部は弱体で、枢機卿の1人が別の対立教皇ベネディクトゥス14世を勝手に選出したり、アラゴン王アルフォンソ5世が教皇マルティヌス5世への圧力としてクレメンス8世を利用しておきながら、教皇と和解すると1426年にクレメンス8世へ退位を勧告する有様で、実態は虚構に過ぎなかった。
1429年7月26日にマルティヌス5世へ忠誠を誓い退位、同年8月にマルティヌス5世よりパルマ・デ・マヨルカの司教に任命され、以後は歴代のローマ教皇に従った。また、アルフォンソ5世の側近で交渉を取り仕切ったアルフォンソ・デ・ボルハ（後のカリストゥス3世）はバレンシア司教に任命された。1446年12月28日に死去。